# Flandrien (géologie)
Pour les articles homonymes, voir Flandrien.
Stratigraphie
Le Flandrien est une époque géologique informelle équivalent à l'Holocène allant de la dernière glaciation à nos jours. Ce terme est principalement utilisé par les géologues et archéologues britanniques. La différence principale entre le Flandrien et l'Holocène est une question de nomenclature formelle: contrairement à l'Holocène, qui est désormais ratifié par la commission internationale de stratigraphie en  tant que série stratigraphique à part entière, l'usage du Flandrien considère plutôt ce dernier comme un simple interglaciaire faisant partie intégrante de la série Pléistocène.
Le début de la période a vu la fonte des inlandsis européens (scandinaves, écossais...), de l'Inlandsis laurentidien et des glaciers de la cordillère. Le niveau de la mer s'est considérablement élevé, cette période est connue comme la transgression flandrienne.